# Uruapilla
Uruapilla är en ort i Mexiko.   Den ligger i kommunen Morelia och delstaten Michoacán de Ocampo, i den södra delen av landet, 230 km väster om huvudstaden Mexico City. Uruapilla ligger 2 014 meter över havet och antalet invånare är 713.
Terrängen runt Uruapilla är kuperad åt sydväst, men åt nordost är den platt. Runt Uruapilla är det tätbefolkat, med 493 invånare per kvadratkilometer. Närmaste större samhälle är Morelia, 13,3 km nordost om Uruapilla. I omgivningarna runt Uruapilla växer huvudsakligen savannskog.